# Удивительное путешествие Нильса Хольгерссона с дикими гусями по Швеции
«Удивительное путешествие Нильса Хольгерссона с дикими гусями по Швеции» (швед. Nils Holgerssons underbara resa genom Sverige, дословно — Чудесное путешествие Нильса Хольгерссона по Швеции) — сказочная повесть, написанная Сельмой Лагерлёф. В сокращённом варианте известна также под названием «Чудесное путешествие Нильса с дикими гусями».

## История
Изначально книга задумывалась как увлекательное пособие по географии Швеции в литературной форме для учеников первого класса, 9-летних детей. В Швеции с 1868 года уже существовала «Государственная книга для чтения», но, новаторская для своего времени, к концу XIX века она потеряла актуальность.
Один из руководителей Всеобщего союза учителей народных школ, Альфред Далин, предложил создать новую книгу, над которой в сотрудничестве работали бы педагоги и писатели. Его выбор пал на Сельму Лагерлёф, уже прославившуюся своим романом «Сага о Йёсте Берлинге», и к тому же она была бывшей учительницей. Лагерлёф согласилась на предложение Далина, но отказалась от соавторов. Она начала работу над книгой летом 1904 года.
Писательница считала, что необходимо создать несколько учебников для школьников разных возрастов: первый класс должен был получить книгу по географии Швеции, второй — по родной истории, третий и четвёртый — описания других стран мира, открытий и изобретений, общественного устройства страны. Проект Лагерлёф со временем был осуществлён, и первым в ряду книг-учебников стало «Удивительное путешествие Нильса…». Затем вышли «Шведы и их вожди» Вернера фон Хейденстама и «От полюса до полюса» Свена Гедина.
По предложению Лагерлёф Альфред Далин, желая получить как можно более полные сведения по образу жизни и занятиям населения в разных уголках страны, а также этнографические и фольклорные материалы, составил и разослал летом 1902 года опросные листы для учителей народных школ.
Лагерлёф в то время работала над романом «Иерусалим» и собиралась в путешествие по Италии:
…я буду думать о форме книги, которая действенней всего помогла бы вложить премудрость о нашей стране в эти маленькие головки. Возможно, старые предания помогут нам… И потому-то мне хотелось бы начать с просмотра тех материалов, которые Вам удалось получить. (Из письма Лагерлёф Далину)
Изучая собранный материал, писательница, по собственному признанию, поняла, как она мало знает о стране:
 Все науки так немыслимо шагнули вперёд с тех пор, как я окончила школу! 
Чтобы пополнить свои знания, она совершила путешествие в Блекинге, Смоланд, Норрланд и на Фалунский рудник. Вернувшись к работе над книгой, Лагерлёф искала сюжет, который бы помог ей создать из огромного количества сведений цельное художественное произведение. Решение было подсказано ей:
- книгами Редьярда Киплинга, где говорящие животные были главными персонажами;
- повестью Августа Стриндберга «Путешествие Счастливчика Пера»;
- сказкой Рихарда Густафсона «Неизвестный рай» о мальчике из Сконе, летавшем по стране с птицами.

Первый том вышел из печати в Стокгольме 24 ноября 1906 года, второй — в декабре 1907 года. Произведение стало самым читаемым в Скандинавии. Показав страну в восприятии ребёнка и оригинально соединив в одном произведении географию и сказку, Лагерлёф, как сказал поэт Карл Снойльский, вселила «жизнь и краски в сухой пустынный песок школьного урока».

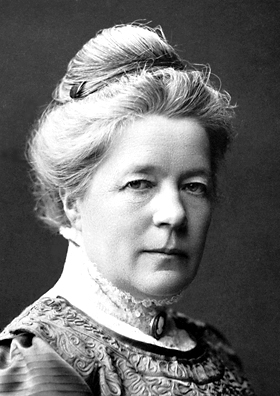
Сельма Лагерлёф

С 1991 года на обратной стороне банкноты достоинством в 20 шведских крон изображён Нильс, пролетающий на спине гуся над равнинами Швеции.

## Русский перевод
В России первый перевод книги был выполнен Любовью Хавкиной и появился в 1908 году (первый том, второй — в 1909). Перевод делался, предположительно, с немецкого издания и популярности не обрёл. В 1910 году в полное собрание сочинений Лагерлёф вошёл перевод сказки, выполненный А. Кайранским и М. Барсуковой, а в 1911 году появился ещё один, анонимный, перевод — предположительно, они также были выполнены с немецкого языка.
В 1934 году был выпущен перевод  некоего  Б. Соловьёва под названием «Чудесное приключение мальчика по Швеции», но он был издан в Германии русским эмигрантским издательством «Аргонавты», поэтому в СССР это издание попало не скоро. 
Популярной книга стала только в 1940 году, когда советские литераторы Зоя Задунайская и Александра Любарская выпустили свою литературную обработку книги (в соответствии с тогдашним законодательством СССР по отношению авторского права обработка была выполнена без согласия Лагерлёф, но авторство книги было сохранено за ней) под названием «Чудесное путешествие Нильса с дикими гусями», и именно в таком виде произведение стало популярным в СССР. От оригинала пересказ отличался значительно упрощённой сюжетной линией, полным исключением религиозных деталей (например, в оригинале родители Нильса уходят из дома в церковь и заставляют сына учить проповедь, а в пересказе — уходят на ярмарку и оставляют ему учебник) и упрощением некоторых исторических и биологических деталей. По сути, это был не учебник шведской географии в виде сказки, а просто сказка.
Более полный перевод книги со шведского был выполнен только в 1981 году в Ленинграде Фаиной Золотаревской и выпущен издательством «Лениздат», но и он имел сокращения. Полный перевод без сокращений был выпущен спустя год, в 1982 году, издательством «Карелия» и был выполнен переводчицей Людмилой Брауде. 
В 1981 году был выпущен свободный пересказ книги, выполненный Ириной Токмаковой, в 1996 году свой перевод выпустил Марк Тарловский, в 2016 году свой полный перевод книги выпустил живущий в Швеции русский журналист Сергей Штерн.

## Сюжет

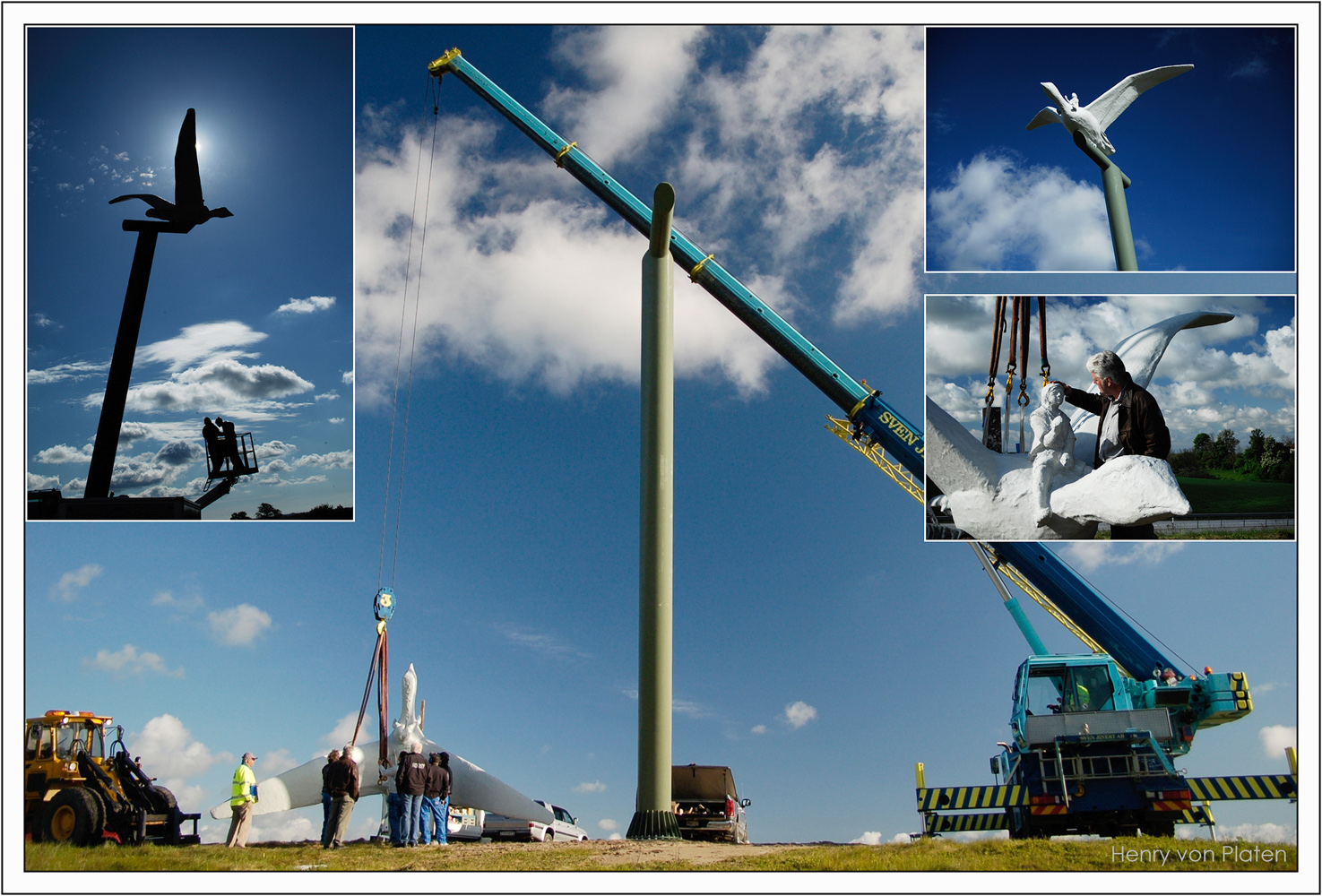
Памятник Нильсу в Скурупе (Швеция)

В произведении автор сознательно показывает читателю вымышленный маршрут путешествия главного героя, что представляет географию Швеции более доступной для детей. 
В приходе Вестра Вемменхёг на юге провинции Сконе (юг Швеции) в бедной крестьянской семье живёт 14-летний (в ранних переводах - 12-летний)  хулиганистый Нильс Хольгерссон, который доставляет множество проблем окружающим и своим родителям в первую очередь. Для развлечения он мучает животных. Однажды в весенний воскресный день, когда родители уходят в церковь, Нильс обнаруживает у них в доме ниссе и подшучивает над ним, за что тот превращает самого Нильса в ниссе. Отныне Нильс начинает видеть окружающий мир глазами тех, кого он до этого мучил. 
Вскоре после этого он видит, как их домашний гусь Мортен (в пересказе Задунайской и Любарской — Мартин) собирается примкнуть к стае диких гусей, которые ежегодно с наступлением весны летят далеко на север, в Лапландию. Нильс по привычке, забыв о своём размере, хватает Мортена за шею в попытке удержать и в итоге улетает вместе с ним. Через какое-то время он решает, что путешествовать до Лапландии гораздо интереснее, чем его прежняя жизнь, и поэтому отказывается, когда ниссе через гусыню Акку сообщает ему, что снова сделает его человеком, если в данный момент Нильс решит вернуться домой. Позже он случайно узнаёт, что ниссе вернёт ему прежний облик, если Нильс приложит все усилия для того, чтобы осенью Мортен вернулся домой живым.
В результате Нильс посещает все провинции Швеции, заглядывает в отдалённые районы Скандинавии, попадает в различные приключения и узнаёт много нового из географии, истории и культуры каждой провинции своей родины. Параллельно меняются и его характер и взгляды на мир. В какой-то момент ниссе делает ему поблажку и предлагает новое условие: Нильс станет человеком, если найдёт того, кто добровольно согласится поменяться с ним местами. Нильс находит такого человека, который готов из-за жизненных проблем занять его место, но в последний момент передумывает и помогает тому их уладить. 
Осенью стая летит на юг, чтобы перезимовать в южных широтах. Во время путешествия Нильс узнаёт, что ниссе вновь поменял условие: Нильс станет человеком, если позволит родителям убить Мортена. Он решает, что лучше никогда не покажется в таком виде своим родителям, а будет и дальше летать с гусями, но напоследок всё же решает наведаться на свой хутор. Там он узнаёт, что после его исчезновения финансовое положение его родителей стало ещё хуже. Случайно родители ловят Мортена и хотят его зарезать. Нильс не выдерживает и, отбросив все предрассудки, вбегает в дом, крича, чтобы они не делали этого. Те с удивлением смотрят на него, и Нильс обнаруживает, что ниссе в награду за его храбрость наконец вернул ему прежний облик. На следующий день Нильс выходит на берег моря, где прощается со стаей и, глядя ей вслед, с тоской думает о том, как ему снова хочется отправиться с ними в путешествие.
Путешествие Нильса чётко датировано — год не указан, но указаны дни недели: с 20 марта (воскресенье) по 8 ноября (вторник). Сопоставление с григорианским календарём показывает, что действие книги происходит в 1904 году. Именно в этом году Лагерлёф приступила к работе над книгой, причём «даты посещения Нильсом и гусиной стаей областей Швеции совпадают с датами посещения тех же мест самой Сельмой Лагерлёф, как если бы она вела дневник путешествия», отмечает переводчик Людмила Брауде в предисловии к книге.

## Экранизации
- Заколдованный мальчик — мультфильм (Союзмультфильм, 1955 год)
- Чудесное путешествие Нильса Хольгерсона — фильм (Швеция, 1962 год)
- Чудесное путешествие Нильса с дикими гусями — Кукольный телеспектакль. Ленинградское телевидение, 1973[3][4]
- Чудесное путешествие Нильса — аниме (52 серии; Япония, 1980 год)
- Чудесное путешествие Нильса с дикими гусями — телесериал (4 серии; Германия, Швеция, 2011 год)
- «Невероятные приключения Нильса» — мультсериал (32 серии; Россия, Франция, 2016 год, реж. Алексей Котёночкин)

## Факты
- В 1950 году Шведская Библиотечная Ассоциация учредила ежегодную Премию Нильса Хольгерссона[англ.] за лучшую книгу на шведском языке для детей и юношества. Первой награжденной стала Астрид Линдгрен.
- Иллюстрация к сказке — Нильс верхом на гусе — изображена на банкноте 20 шведских крон образца 1991 и 1997 года. На другой стороне этой банкноты изображён портрет Сельмы Лагерлёф. В настоящее время банкноты образца 1991 года выведены из обращения, банкноты 1997 года продолжают обращаться наряду с новыми.
- Избавление замка от крыс с помощью волшебной дудочки — отсылка к легенде про Гамельнского крысолова.
- Оживающие скульптуры в главе «Карлскруна» имеют реальные прототипы. «Бронзовый» — памятник королю Карлу XI в городе Карлскруна. «Деревянный» — скульптура Мате Хиндикссона Розенбома. Скульптура выполнена из дерева и установлена при входе в Адмиралтейскую церковь в Карлскруне.
- В Карлскруне открыт памятник Нильсу — Нильс сходит со страниц раскрытой книги.

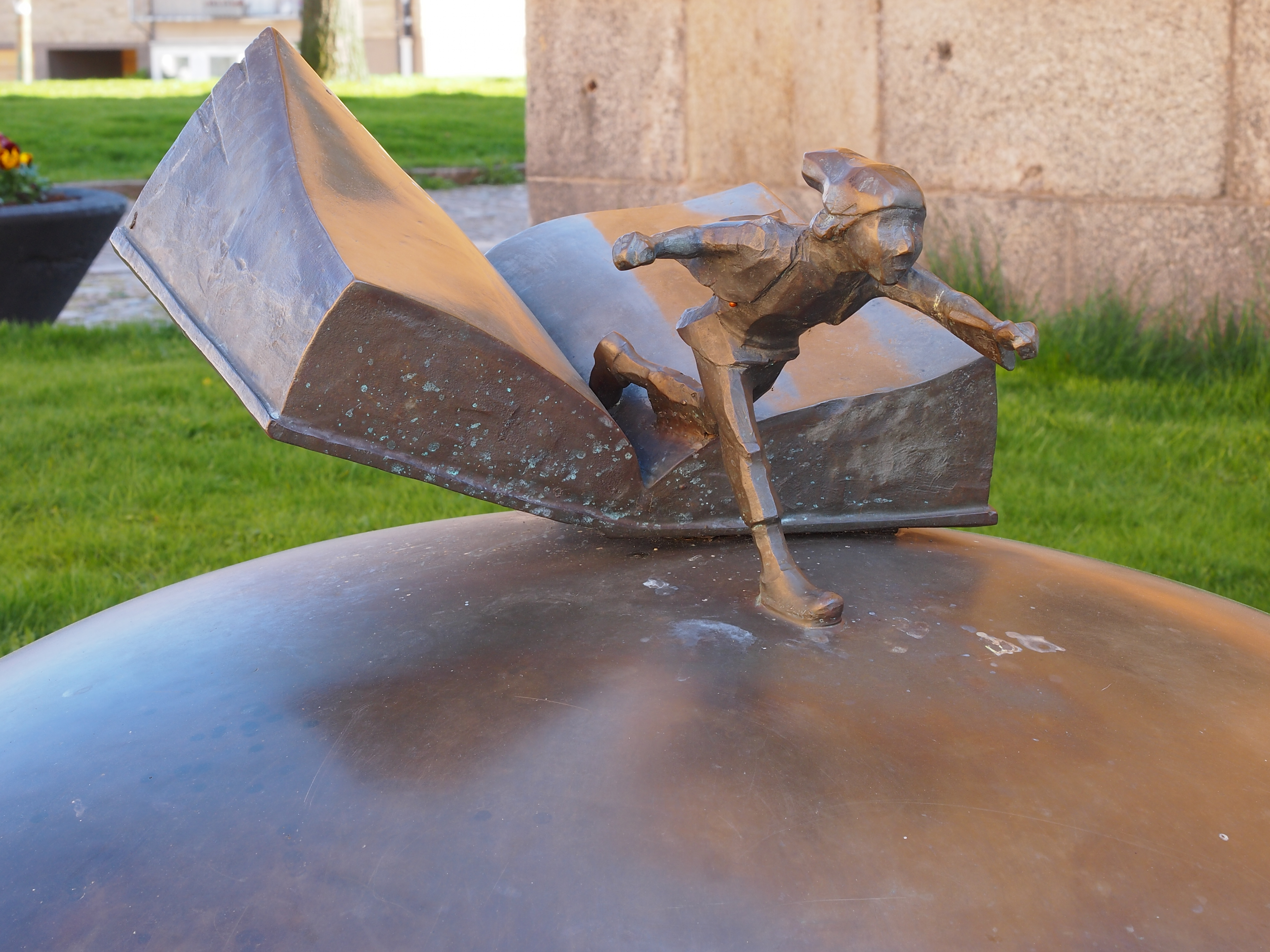
Нильс Хольгерссон — памятник в Карлскруне
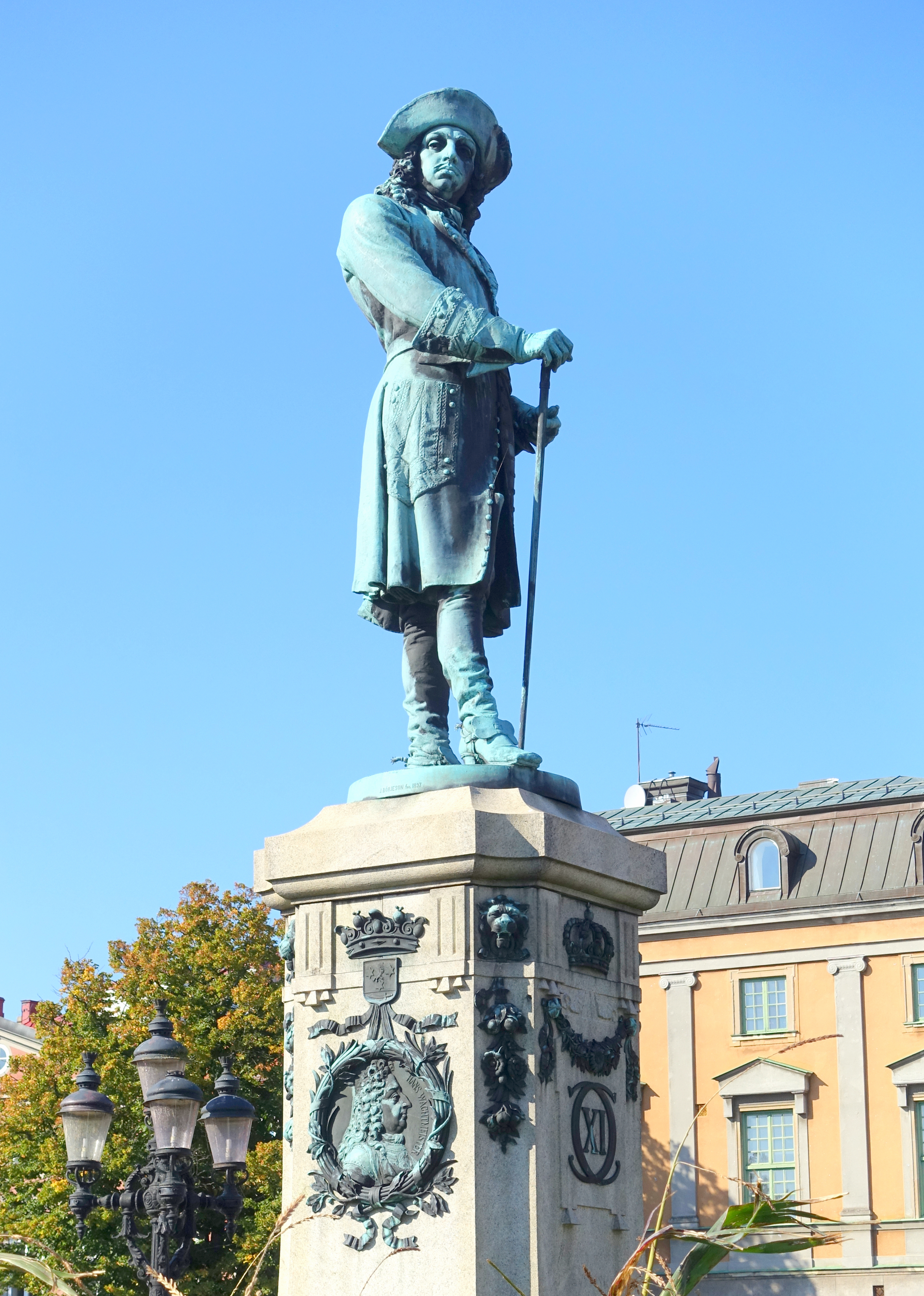
Бронзовый Карл XI — памятник в Карлскруне
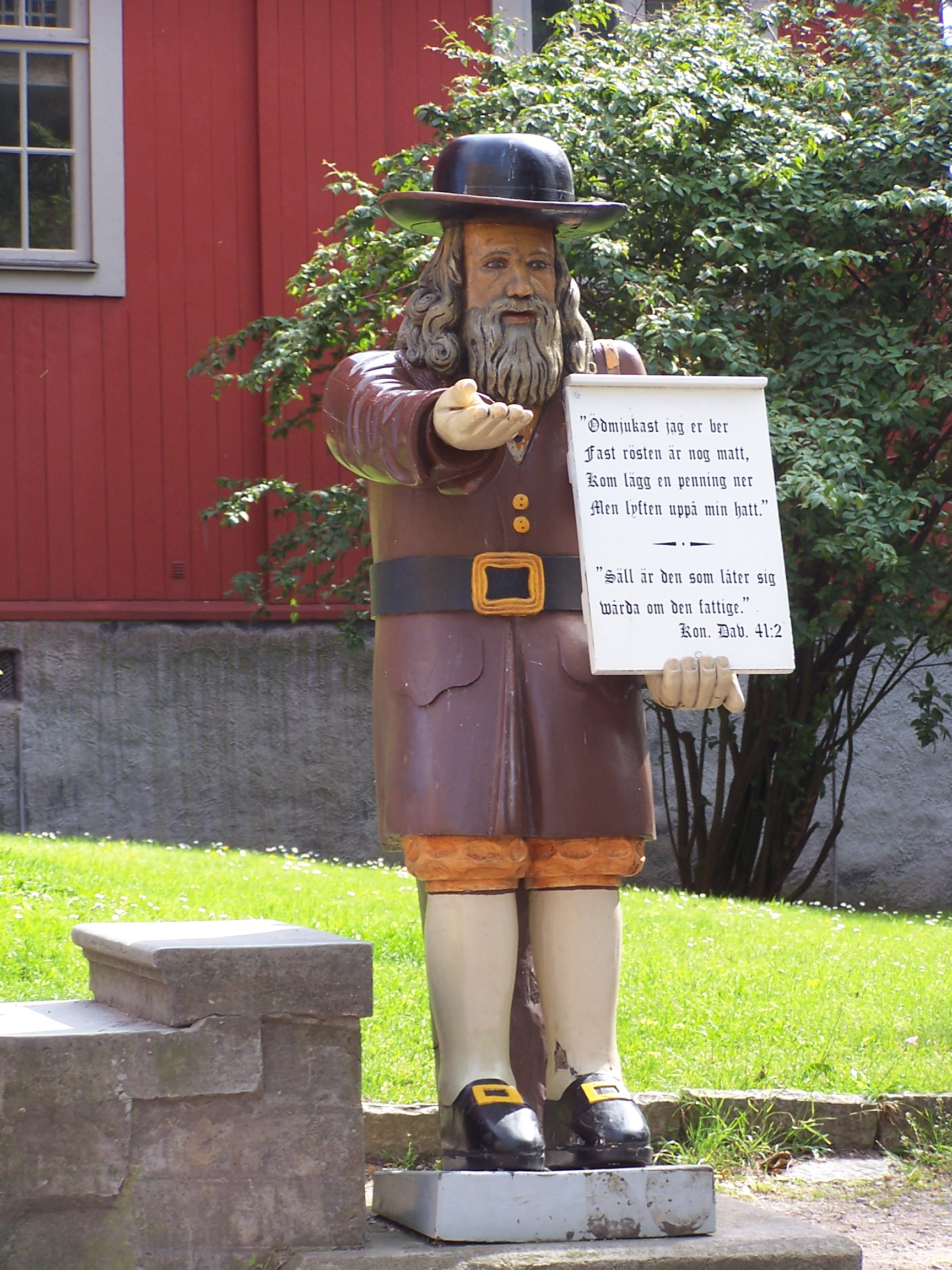
Деревянный Старик Розенбом — памятник в Карлскруне
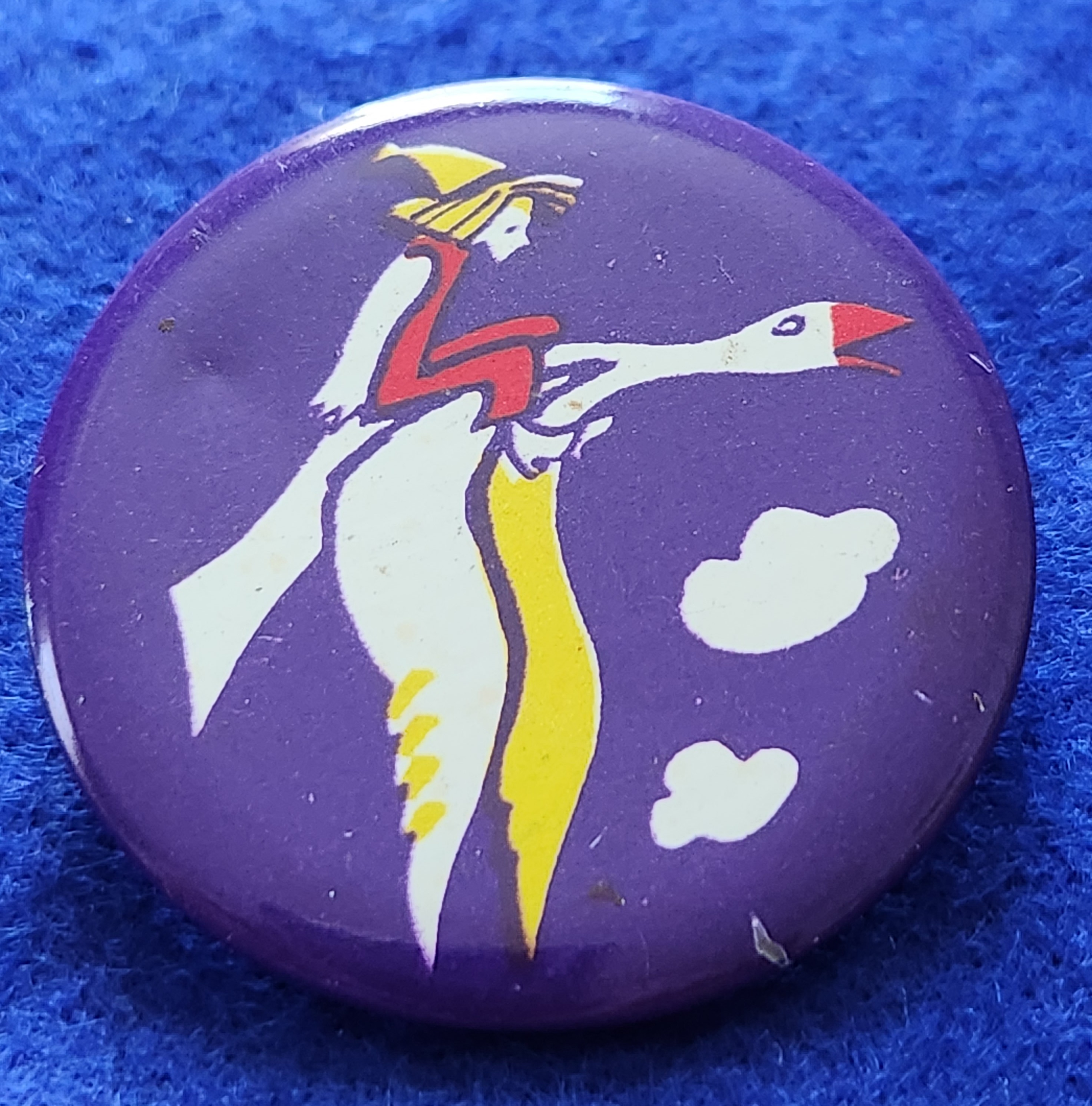
Значок детский с персонажем сказки

- Компания морских паромных перевозок TT-line (en:TT-line) в разное время имела в своем распоряжении в общей сложности 7 судов-паромов, названных в честь Нильса Хольгерссона.
- Имена гусыни-предводительницы Акки Кнебекайзе (в других переводах её зовут Акка из Кебнекайсе) и некоторых других гусей из стаи состоят из географических названий Лапландии.